# Tryonia elata
Tryonia elata är en snäckart som beskrevs av Robert Hershler och Sada 1987. Tryonia elata ingår i släktet Tryonia och familjen tusensnäckor. IUCN kategoriserar arten globalt som otillräckligt studerad. Inga underarter finns listade i Catalogue of Life.